# 27 v. Chr.
Portal Geschichte | Portal Biografien | Aktuelle Ereignisse | Jahreskalender | Tagesartikel

◄ |
2. Jahrhundert v. Chr. |
1. Jahrhundert v. Chr. |
1. Jahrhundert |
►

◄ | 40er v. Chr. | 30er v. Chr. | 20er v. Chr. | 10er v. Chr. |
0er v. Chr. |
►

◄◄ | ◄ | 30 v. Chr. | 29 v. Chr. | 28 v. Chr. | 27 v. Chr. |
26 v. Chr. |
25 v. Chr. |
24 v. Chr. |
► |
►►
Staatsoberhäupter

## Ereignisse

### Politik und Weltgeschehen
- 13. Januar: Octavian gibt alle ihm während des Bürgerkriegs übertragenen Sonderrechte an den römischen Senat und das Volk zurück und stellt so formal die republikanische Ordnung wieder her. Der Senat, das Repräsentationsorgan der (durch die Kämpfe seit Caesars Tod allerdings geschwächten) Elite Roms, erteilt ihm im Gegenzug die Befehlsgewalt über alle noch unbefriedeten Provinzen.
- 16. Januar: Der Senat verleiht Octavian den Titel Augustus. Fortan geht er mit diesem Namen als erster römischer Kaiser in die Geschichte ein. Die Römische Republik geht damit unauffällig in den Prinzipat über, obwohl sie formal wiederhergestellt wird. Der Senat verleiht bei dieser Gelegenheit dem Augustus den Clipeus virtutis („Schild der Tapferkeit/Tüchtigkeit“), einen goldenen Rundschild, der mit einer ehrenden Inschrift versehen ist. Dieser wird demonstrativ in der Curia Iulia, dem Versammlungsort des Senates, aufgestellt, direkt neben der Victoria-Statue, die dort an den entscheidenden Sieg des Augustus in der Schlacht bei Actium wenige Jahre zuvor erinnert.

- Octavian erhält die prokonsularische Befehlsgewalt (die Befehlsgewalt über die unbefriedeten Provinzen); damit sichert er sich die militärische Befehlsgewalt, ohne die republikanische Tradition anzutasten.
- Verwaltungsreform des Augustus, dieser richtet im Römischen Reich neue Provinzen ein.

### Religion und Kultur
- Marcus Vipsanius Agrippa errichtet auf dem Marsfeld in Rom ein Pantheon zur Verehrung aller Götter.

## Geboren
- Han Aidi, Kaiser der chinesischen westlichen Han-Dynastie († 1 v. Chr.)

## Gestorben
- Marcus Terentius Varro, römischer Wissenschaftler (* 116 v. Chr.)

- um 27 v. Chr.: Gaius Cornelius Gallus, römischer Politiker und Dichter (* um 70 v. Chr.)
- um 27 v. Chr.: Marcus Valerius Messalla Rufus, römischer Politiker (* um 103 v. Chr.)